# Monothela ringens
Monothela ringens là một loài tò vò trong họ Ichneumonidae.